# Richard Kalman
Richard Kalman (20. srpna 1876 – 15. ledna 1929) byl český žurnalista. Narodil se v Radvanicích u Přerova, vyučil se knihařství a v 21 letech se dal na novinářskou dráhu. Po první světové válce nastoupil do Československé tiskové kanceláře, kde se stal administrativním ředitelem. V této funkci zůstal až do své tragické smrti v roce 1929.
Richard Kalman se významnou měrou podílel na tom, že se ve 20. letech 20. století Československá tisková kancelář, ačkoliv šlo de facto o vládní instituci, stala prosperující firmou. Stál za projektem radiotelegrafické burzovní služby Pragoradio, což byla ve své době revoluční agenturní služba. Tento projekt se stal zřejmě vůbec nejúspěšnější službou Československé tiskové kanceláře v celé její historii.
Kalman rovněž přišel s myšlenkou přestěhovat ČTK z nevyhovujících prostor ve Štěpánské ulici, což souviselo právě s budováním Pragoradia, které vzniklo na podzim roku 1921. Novou službu chtěla agentura postavit na zelené louce, odděleně od politického zpravodajství. Problém s místem chtěl Kalman řešit velkoryse, rozhodl se koupit pro agenturu nový dům. Pragoradio muselo sídlit v centru – blízko tehdejšího sídla Četky a blízko klíčových obchodních míst: peněžní burzy ve Vodičkově ulici a plodinové burzy na Senovážném náměstí. Kalmanova volba padla na Lützowovu ulici (dnešní Opletalova), která byla strategicky výhodnou spojnicí všech tří míst, vedle sídla Národních listů.
V úterý 15. ledna 1929 vyrazil z Martinovy boudy směrem na Petrovku a když se po hřebeni vracel, v sedle nad Martinovou boudou ve sněhové bouři umrzl. Bylo mu 53 let a jako připomínka jeho smrti byl po několika letech na místě neštěstí vztyčen kamenný pomník. Stojí nad Martinovou boudou dodnes, je snadno k nalezení při cestě po hraničním krkonošském hřebeni v údolí mezi Vysokým kolem a Mužskými kameny. Pochován je v Praze na Olšanském hřbitově.